# کوچ‌کوی
کوچ‌کوی (به ترکی استانبولی: Koçköy) یک منطقهٔ مسکونی در ترکیه است که در آرپاچای، قارص واقع شده‌است. کوچ‌کوی ۱٬۲۱۳ نفر جمعیت دارد و ۱٬۸۱۰ متر بالاتر از سطح دریا واقع شده‌است.